# Joël Ayayi
Joël Ayayi (Burdeos, Nueva Aquitania; 5 de marzo de 2000) es un jugador de baloncesto franco-beninés que pertenece a la plantilla del JL Bourg Basket de la LNB Pro A francesa. Con 1,93 metros de estatura, juega en la posición de escolta. Es hermano de Valériane Vukosavljević, jugadora de la selección francesa y de la WNBA.

## Trayectoria deportiva

### Inicios
Ayayi asistió al INSEP, un instituto deportivo en París, donde jugó dos años con el club afiliado el Centre Fédéral (2015-2017).

### Universidad
En 2017 se mudó a Estados Unidos, y jugó tres temporadas con los Bulldogs de la Universidad Gonzaga, en las que promedió 8,8 puntos, 5,2 rebotes y 2,3 asistencias por partido.
En su tercera temporada, el 9 de enero de 2021, registró el primer triple-doble en la historia de la universidad, con 12 puntos, 13 rebotes y 14 asistencias en la victoria 116–88 sobre Portland. También registró la segunda mayor cantidad de asistencias para un jugador de Gonzaga en un solo partido. Como júnior, promedió 12 puntos, 6,9 rebotes y 2,7 asistencias por partido y fue incluido en el mejor quinteto de la West Coast Conference. Después de la temporada, se declaró elegible para el draft de la NBA y renunció a su elegibilidad universitaria restante.

#### Estadísticas
| Año     | Equipo  | PJ       | PT       | MPP      | %TC      | %3P      | %TL      | RPP      | APP      | ROB      | TPP      | PPP      |
| ------- | ------- | -------- | -------- | -------- | -------- | -------- | -------- | -------- | -------- | -------- | -------- | -------- |
| 2017–18 | Gonzaga | Redshirt | Redshirt | Redshirt | Redshirt | Redshirt | Redshirt | Redshirt | Redshirt | Redshirt | Redshirt | Redshirt |
| 2018–19 | Gonzaga | 23       | 0        | 5.6      | .531     | .273     | .286     | 1.4      | .5       | .3       | 0        | 1.7      |
| 2019–20 | Gonzaga | 33       | 23       | 29.3     | .483     | .345     | .825     | 6.3      | 3.2      | 1.3      | .2       | 10.6     |
| 2020–21 | Gonzaga | 32       | 31       | 31.3     | .575     | .389     | .781     | 6.9      | 2.7      | 1.1      | .2       | 12.0     |
| Total   | Total   | 88       | 54       | 23.8     | .529     | .360     | .776     | 5.2      | 2.3      | .9       | .2       | 8.8      |

### Profesional
Tras no ser elegido en el Draft de la NBA de 2021, el 3 de agosto firmó un contrato dual con Los Angeles Lakers y su filial en la G League los South Bay Lakers, pero fue cortado el 15 de octubre. Dos días después firmó un nuevo contrato dual con los Washington Wizards y los Capital City Go-Go. El 8 de marzo de 2022 es cortado por los Wizards, pero readquirido el 11 de marzo por los Capital City Go-Go.
En verano de 2022 disputa la NBA Summer League con Atlanta Hawks, y el septiembre empezará la pretemporada con Orlando Magic, pero sin contrato garantizado. El 3 de noviembre de 2022 fue confirmado como miembro de la plantilla de los Lakeland Magic.
El 23 de julio de 2023 firmó con el Nanterre 92 de la LNB Pro A francesa.
Tras una temporada en Nanterre, el 1 de junio de 2024 firma por el JL Bourg Basket, también de la LNB Pro A.

### Selección nacional
Con la selección júnior de Francia disputó el EuroBasket Sub-16 de 2016 y el EuroBasket Sub-18 de Letonia 2018, donde obtuvieron el bronce.
Al año siguiente fue miembro de la selección francesa que ganó la medalla de bronce en el Campeonato Mundial de Baloncesto Sub-19 de 2019 que se celebró en Grecia.

## Estadísticas de su carrera en la NBA

### Temporada regular
| Año     | Equipo     | PJ | PT | MPP | %TC  | %3P  | %TL | RPP | APP | ROB | TPP | PPP |
| ------- | ---------- | -- | -- | --- | ---- | ---- | --- | --- | --- | --- | --- | --- |
| 2021-22 | Washington | 7  | 0  | 2.9 | .167 | .000 | -   | .4  | .6  | .0  | .0  | .3  |
| Total   | Total      | 7  | 0  | 2.9 | .167 | .000 | -   | .4  | .6  | .0  | .0  | .3  |